# Museum im Bellpark
Das Museum im Bellpark ist ein Forum für Fotografie, Geschichte und Kunst in Kriens. Es besteht seit 1991.
Das Museum im Bellpark führt ein ortsgeschichtliches Archiv, welches die Entwicklung von Kriens vom Dorf zur Agglomerationsgemeinde dokumentiert und baut eine Sammlung mit Schweizer Zeichnungen auf. Sein Schwerpunkt liegt in der Fotografie. Das Museum im Bellpark wird vom Verein Museum im Bellpark getragen. Es führt regelmässig Ausstellungen durch.

## Archiv der Fotografen
Das Museum im Bellpark unterhält ein Archiv mit Fotografien verschiedener Fotografen aus Kriens:
- Emil Kreis, 1895 bis 1925, Architekturfotografie, Objektfotografie, Industriefotografie
- Franz Schütz, 1940 bis 1980, Dokumentation Kriens, Architekturfotografie
- Otto Pfeifer, 1935 bis 1990, Architekturfotografie, Industriefotografie, Porträtfotografie
- Heinz Schwarz, 1970 bis heute, Dokumentation Kriens, Architekturfotografie, Dokumentarfotografie
- Mario Kunz, 1985 bis heute, Stadtbilder Kriens, Kategorie:Architekturfotografie, Objektfotografie

## Publikationen
- Slopes & Houses, Georg Aerni, 2002, Museum im Bellpark, Eikon
- Fabrik und Atelier. Menschen und Dinge, Emil Kreis, 2000, Museum im Bellpark, Kriens
- Waldhüttenbilder. Kinderhüttentext, 2000, Museum im Bellpark, Kriens
- Krienser Ansichten: Fotografiert von Heinz Schwarz, 1999, Museum im Bellpark, Kriens
- Fotografien, Otto Pfeifer, Museum im Bellpark, Kriens, 1998
- Kriens in alten Ansichten, Museum im Bellpark, Kriens, 1991